# New Castle (Delaware)
New Castle ist eine Stadt im New Castle County im US-Bundesstaat Delaware, Vereinigte Staaten. Das U.S. Census Bureau hat bei der Volkszählung 2020 eine Einwohnerzahl von 5551 ermittelt.
Das Stadtgebiet hat eine Größe von 8,2 km², davon sind 3,79 % Wasserfläche. Die Stadt liegt an der Mündung des Delaware-Flusses am Ende der Delaware Bay.

## Geschichte
Vor Ankunft der Europäer befand sich hier das Indianerdorf Tomakonck – Biberplatz. New Castle wurde 1651 ursprünglich von den Niederländern besiedelt, die hier das Fort Casimir gründeten, welches nur drei Jahre später, am Trinitatisfest des Jahres 1654 von den Schweden erobert wurde, und dementsprechend in Trefaldigheet – Dreifaltigkeit – umbenannt wurde. Im folgenden Jahr, 1655 eroberte der Gouverneur Nieuw Nederlands Petrus Stuyvesant die schwedische Besitzung zurück und nannte das Land Nieuw Amstel. Schon bald wurde das wiederaufgebaute Fort Casimir zu einem zentralen Handels- und Siedlungsplatz und daher zu klein. Somit wurde die Stadt Nieuw Amstel im Schutze des Forts gegründet. 1664 eroberten die Engländer ganz Nieuw Nederland und fügten sie ihrer Kolonie New York hinzu. Der Name der Stadt lautete fortan New Castle. 1682 betrat hier William Penn (1644–1718) erstmals das amerikanische Festland und empfing den Treueschwur der Bürger. Bis zur Errichtung von Penns Stadt Philadelphia (Verleihung des Stadtrechts 1701) sollte New Castle auch der Verwaltungssitz Pennsylvanias sein. Die Bewohner Delawares erreichten 1702 Selbstverwaltung innerhalb der Provinz Pennsylvania, mit Sitz New Castle. Die drei Countys Delawares sollten sich erst zwei Monate nach der Unabhängigkeitserklärung von Pennsylvania lossagen und sich als eigenständiger Staat deklarieren. Die erste Hauptstadt war New Castle, bis sie 1777 nach Dover verlegt wurde.
Der erste Deich der Vereinigten Staaten Broad Dyke, befindet sich ebenfalls in der Stadt. Er wurde 1655 von den Niederländern errichtet.
New Castle bildete auch die östliche Endstelle der New Castle and Frenchtown Railway, der 1832 eröffneten, zweitältesten Eisenbahnlinie des Landes.
Die Spitze des Gerichtsgebäudes, dem kolonialen Kapitol und dem ersten State House Delawares, wurde als Mittelpunkt der 12-Meilen-Kreislinie genutzt. Diese bildet mit der Mason-Dixon-Linie die Nordgrenze Delawares zu Pennsylvania, zwischen Glasgow und Elkton als Teil der Mason-Dixon-Linie die Westgrenze zu Maryland und auf Artificial Island die Grenze zu New Jersey.

## Namensvarianten
Die Stadt besitzt einige Bezeichnungsvarianten:
| - Aresapa - Cannekonkan - Delaware Town - Fort Casimir - Fort Casimires - Fort Kasimier - Fort Trefalldigheet - Fort Trinity | - Macherish Kitton - Neucastle - New Amstel - New Castel - New Castl - New Castle Town - Newcastle - Newcastle Town | - Nieuwer-Amstel - Niew Amstel - Santhoeck - Tamakonck - Tamecongh - Trefaldighet - Trefalldigheet |

## Drehort für Spielfilme
Die Spielfilme Der Club der toten Dichter und Zum Ausziehen verführt wurden in New Castle gedreht.

## Söhne und Töchter der Stadt
- George Ross (1730–1779), britisch-US-amerikanischer Rechtsanwalt und Staatsmann, einer der Gründerväter der USA
- Nicholas Van Dyke junior (1770–1826), Anwalt und Politiker
- Thomas Stockton (1781–1846), Politiker; Gouverneur von Delaware
- Kensey Johns (1791–1857), Politiker
- Thomas McKennan (1794–1852), Politiker; Innenminister
- Lorenzo Thomas (1804–1875), General der U.S. Armee
- Robert Montgomery Bird (1806–1854), Schriftsteller und Dramatiker
- George R. Riddle (1817–1867), Politiker (Demokratische Partei); Senator
- George Gray (1840–1925), Senator und Richter
- Anthony C. Higgins (1840–1912), Politiker der Republikanischen Partei; Senator
- John Dashiell Stoops (1873–1973), Philosoph
- Walter W. Bacon (1879–1962), Gouverneur von Delaware
- Thomas Holcomb (1879–1965), General und Kommandant des United States Marine Corps
- Vinnie Moore (* 1964), Rockmusiker
- Ryan Phillippe (* 1974), Schauspieler
- Devin Smith (* 1983), Basketballspieler